# Robert Cohen
Robert Cohen (Zúrich, 13 de abril de 1941), germanista de reconocido prestigio. Además de investigador, ha sido director de cine y profesor en la Universidad de Nueva York. Actualmente está retirado y se dedica a la producción literaria.

## Biografía
La infancia de Robert Cohen transcurre en Zúrich. En esta ciudad vive bajo la influencia de su padre, Victor, un periodista sindical que dirigió más tarde una agencia de publicidad. El especial interés de Robert Cohen por la literatura izquierdista de la República de Weimar viene de la admiración de su padre por Bertolt Brecht, cuyos textos leía Victor a sus hijos antes de dormir. La admiración da paso a la amistad y, en 1947, durante su estancia en Zúrich, Brecht visita con frecuencia la casa de los Cohen y luego, desde Berlín, mantiene con Victor un intercambio epistolar.
Tras finalizar el instituto en su ciudad natal, se muda a París donde realiza sus estudios de cinematografía. En 1964 vuelve a Zúrich y empieza a trabajar como director en Tepic Films. Su producción cinematográfica es variada y prolija: cine de industria, documentales publicitarios y películas de televisión, terreno este último donde ha cosechado varios premios.
En 1976, cansado de trabajar en el mundo del cine, Robert Cohen da un giro a su carrera profesional: se muda al Caribe y se hace instructor de submarinismo. En su novela Die Unbeschwerten ('Los despreocupados'), publicada en 2010, refleja las experiencias que vivió en esta etapa. 
En los primeros compases de los 80, se traslada definitivamente a EE. UU. Se licencia y doctora en lenguas germánicas por la Universidad de Nueva York con una tesis sobre la novela La estética de la resistencia, de Peter Weiss. Desde 1991 hasta 2012, ejerce como profesor adjunto del Departamento de Germánicas en la Universidad de Nueva York e imparte clase de diversas asignaturas: «Modernidad en la República de Weimar y vanguardia izquierdista», «Literatura del exilio», «Representaciones literarias del Holocausto», entre otras.
En la actualidad, Robert Cohen está jubilado y se dedica por completo a la producción literaria. Además, trata de publicar su primera obra traducida al español: El exilio de las mujeres atrevidas.

## El exilio de las mujeres atrevidas
Exil der frechen Frauen ('El exilio de las mujeres atrevidas') es la novela más importante de Robert Cohen. Algunos críticos, como Erich Hackl, la han calificado como la obra literaria en lengua alemana más importante en su género desde La estética de la resistencia, de Peter Weiss.
La novela narra la historia de Olga Benario, Ruth Rewald y Maria Osten, tres judías comunistas alemanas. Como señala Helen Fehervary, las tres jóvenes protagonistas rompen con los convencionalismos del entorno y se comprometen con la lucha antifascista de su tiempo. Para ello, en 1928, se proponen en Berlín hacer una asociación de mujeres atrevidas; sin embargo, la persecución racial y el compromiso político las obliga a separarse y a viajar por Europa y América del Sur. 
Entre las tres viven en ciudades como París, Moscú, Barcelona, Madrid y Río de Janeiro. Allí conocieron a varios intelectuales relevantes de su época. Entre los hombres destacaron Bertolt Brecht, Walter Benjamin, Robert Capa y Claude Lévi-Strauss. En cuanto a las mujeres, Anna Seghers, Eva Herrmann, Gerda Taro y Tina Modotti, quienes quieren formar parte de la asociación de las protagonistas. Sin embargo, la aventura de estas mujeres atrevidas será corta. Olga Benario, Ruth Rewald y Maria Osten fueron torturadas y ejecutadas en 1942, víctimas del nazismo y el estalinismo.
Aunque esta novela es una obra original, es deudora de muchos estilos narrativos. Por ejemplo, el montaje de las noticias del año 1928 evoca a Berlin Alexanderplatz, de Alfred Döblin; el relato del suicidio de Walter Benjamin recuerda a Transit, de Anna Seghers; las descripciones de zonas indígenas en Brasil traen a la memoria los escritos de Jorge Amado y Claude Lévi-Strauss. Sin embargo su mayor deuda es con la novela La estética de la resistencia. El marco temporal, el esquema narrativo, el compromiso político, la historia de un momento contada por sus protagonistas, son las señas de identidad de Peter Weiss, reconocido por Cohen como su maestro.

## Los despreocupados
Die Unbeschwerten (‘Los despreocupados’), publicada en 2010, es la segunda novela de Robert Cohen. Esta obra narra la historia de Daniel, un instructor de submarinismo, que trabaja en los años 70 en Cancún y Guadalupe en dos resorts vacacionales. 
En estos destinos paradisíacos, los animadores franceses, belgas y suizos sufren una metamorfosis; se convierten en depredadores y cazan a las acaudaladas turistas —o nanas en la jerga del relato—, para consumir su carne y dar rienda suelta a sus pulsiones sexuales. El protagonista no acepta el comportamiento de sus compañeros y huye a Canadá.
Por medio de esta historia, Robert Cohen explora su pasado con ciertos toques de humor. En cierto modo, el protagonista es un alter ego del autor y comparte con él ciertas características: su lugar de nacimiento, su paso por la industria del cine, su escape al continente norteamericano o su origen étnico. Así, mientras contempla un álbum lleno de polaroids gastadas y olvidadas por el paso del tiempo, exorciza sus fantasmas: como la muerte de su padre, el fracaso de sus relaciones o su trabajo.

## Filmografía
- The Other Side of Summer (‘El otro lado del verano’), 16 mm, 45

min.
- DDANACH, 35 mm, 12 min.
- Die Grossen Zelte (‘Las grandes tiendas de campaña’), 16 mm, 60

min. 
- Harfe und Sirte (‘Arpa y Sirte’), 16 mm, 20 min.
- Die Zeit der Traube (‘El tiempo de la uva’), 16 mm, 30 min.
- Schliesslich sind alte Leute auch Menschen (‘En definitiva, los mayores también son personas’), 16 mm, 30 min.

## Obras científicas
- Versuche über Weiss ́«Ästhetik des Widerstands». (‘Aproximación a La estética de la resistencia de Peter Weiss’), Peter Lang, Bern, 1989.
- Bio-Bibliographisches Handbuch zu Peter Weiss ́«Ästhetik des Widerstands» (‘Manual biobibliográfico sobre La estética de la recepción de Peter Weiss’), Argument Verlag, Berlín, 1989.
- Peter Weiss in seiner Zeit (‘Peter Weiss en su tiempo’), Mezler Verlag, Stuttgart, 1992.
- Understanding Peter Weiss (‘Para entender a Peter Weiss’), University of South Carolina Press, Columbia, South Carolina, 1993.

## Novelas
- Exil der frechen Frauen (‘El exilio de las mujeres atrevidas’), Rotbuch Verlag, Berlín, 2009.

Edición en español de 2018 de La Oveja Roja, traducción del historiador español Jesús de la Hera Martínez.
- Die Unbeschwerten (‘Los despreocupados’), Rotbuch Verlag, Berlín, 2010.

## Ediciones
- Peter Weiss: Marat/Sade, The Investigation and The Shadow of the Body of the Coachman (‘Marat/Sade, La investigación y La sombra del cuerpo del cochero’), Continuum, New York, 1998.
- Anna Seghers: Erzählungen 1948-1949 (‘Relatos 1948-1949’), Werkausgabe Band II/3, Aufbau Verlag, Berlín, 2012.
- Olga Benario, Luiz Carlos Prestes: Die Unbeugsamen. Briefwechsel aus Gefängnis und KZ (‘Los indomables. Intercambio epistolar entre la cárcel y el campo de concentración’), Wallstein, Göttingen, 2013.

## Premios
- Outstanding Academic Book Award de la revista científica Choice por la monografía Understandig Peter Weiss,1994.